# Carmen Avram
Carmen Avram (ur. 8 maja 1966 w Vișeu de Sus) – rumuńska dziennikarka, prezenterka, inżynier i polityk, posłanka do Parlamentu Europejskiego IX kadencji.

## Życiorys
Absolwentka instytutu politechnicznego w Jassach (przekształconego później w Uniwersytet Techniczny „Gheorghe Asachi” w Jassach). W latach 2002–2004 odbyła studia podyplomowe ze stosunków międzynarodowych w SNSPA. Specjalizowała się w budowie dróg i mostów. Pracowała jako inżynier, a także jako nauczycielka matematyki. Na początku lat 90. związała się z branżą medialną. Zaczynała jako korektorka w czasopiśmie „Expres Magazin”, później była dziennikarką gazety „Evenimentul zilei”. W latach 1996–2010 pracowała w stacji telewizyjnej Pro TV, przez pewien czas pełniła funkcję korespondentki z Brukseli. Później przeszła do telewizji Antena 3, gdzie została realizatorką programu În premieră cu Carmen Avram.
W 2019 zaangażowała się w działalność polityczną, otrzymała drugie miejsce na liście wyborczej rządzącej Partii Socjaldemokratycznej w wyborach europejskich. W wyniku głosowania z maja tegoż roku uzyskała mandat posłanki do Parlamentu Europejskiego IX kadencji.